# NGC 2228
NGC 2228 في الفهرس العام الجديد، هي مجرة، تقع في كوكبة أبو سيف (كوكبة). اكتشفت في 31 يناير 1835 بواسطة جون هيرشل.

## روابط خارجية
- NGC 2228 على موقع ويكي سكاي: DSS2, SDSS, GALEX, IRAS, Hydrogen α, X-Ray, Astrophoto, Sky Map, Articles and images